# Tecnofut

Tecnofut é um jogo eletrônico de futebol desenvolvido pela Capstone e Mobcast Games na China e distribuído no Brasil pela XCloudgame em português. O jogo tem autorização oficial da FIFPro. Na Brasil Game Show de 2018 foi divulgado o beta jogável do jogo. No mês seguinte a XCloud liberou na Playstore o closed beta para teste. Atualmente o jogo já é oferecido na Playstore e App Store. Em 06 de março de 2019 Tecnofut liberou um novo modo do jogo chamado Turnê mundial.
O Tecnofut é um jogo desenvolvido para dispositivos móveis. O jogo de futebol é baseado mais em estratégia, onde o jogador assume o papel de técnico de uma equipe. O jogador pode escolher a formação da equipe, posição dos jogadores, participar de algumas ações ofensivas, dentre outras.
Tecnofut é o primeiro jogo mobile distribuído pela Xcloudgame para o mercado brasileiro.

## Jogabilidade
Tecnofut é um jogo de gerenciamento de equipes de futebol onde o jogador tem a chance de construir a sua equipe. O jogador assume o papel de um treinador que no início da história sofre uma derrota que o faz abandonar a carreira por um tempo, até que um simpático "bebedouro" o levanta da má fase para dar início a uma brilhante carreira. O jogo possui algumas características de um jogo RPG onde é necessário obter certos itens para equipar o jogador e fazê-lo subir de nível. O treinador também deve configurar algumas características do time como a formação, estratégia tática, química entre jogadores, entre outros, dessa forma aumentando o poder do time, podendo competir contra times mais fortes em ligas mais avançadas. Há também um mercado de transfêrencias onde o treinador pode contratar novos jogadores.
Durante uma partida o treinador não controla inteiramente as ações dos jogadores, exceto pelo chamado "momento heróico" onde é possível fazer escolhas de ações ofensivas com base em probabilidades de execução que são apresentadas. Além disso, o treinador pode escolher o ritmo do jogo, como por exemplo configurar uma formação mais defensiva. Já em relação as ações defensivas da equipe, isso não precisa se preocupar, pois a inteligência artificial do jogo já toma conta disso, fazendo decisões baseadas nas características dos times e daquele jogo.